# Salitrillos
Salitrillos è un distretto della Costa Rica facente parte del cantone di Aserrí, nella provincia di San José.